# Leonhard Dorfbrunner
Leonhard Dorfbrunner (* unbekannt; † 1528 in Passau) war ein Evangelist und Märtyrer der süddeutschen Täuferbewegung.

## Leben
Über die Herkunft und Jugendjahre Leonhard Dorfbrunners existieren bislang keine gesicherten Informationen. Seine Lebens- und Wirkungsgeschichte lässt sich nur aus Schriften von Zeitgenossen ermitteln, deren Leben durch ihn nachhaltig geprägt worden ist. Danach war Dorfbrunner begütert und zunächst Ritter des Deutschherrenordens im mittelfränkischen Weißenburg. 1524 ließ er sich in Bamberg zum Priester weihen. Nur kurze Zeit verdiente er seinen Lebensunterhalt als Handelsreisender und verkaufte Produkte aus der Messerschmiede-Branche. Im Frühling des Jahres 1527 kam er mit der steyrischen Täufergemeinde in Kontakt und ließ sich am Pfingstfest von Hans Hut taufen.
Gleich nach seiner Taufe wurde er gemeinsam mit Jerome Hermann, Leonhard Schiemer und Jakob Portner zum täuferischen Evangelisten berufen. Dorfbrunner reiste in dieser Funktion zunächst nach Salzburg und München, wo er unter anderen den späteren Nürnberger Meistersinger und Spiritualisten Jörg Schechner taufte, und nahm im August 1527 an der Augsburger Märtyrersynode teil. Dort gehörte er zur Fraktion um Hans Hut und wurde gemeinsam mit Hänslin Mittermeier aus Ingolstadt zum Missionar der Täuferbewegung in Österreich berufen. Ausgangspunkt seiner österreichischen Wirksamkeit sollte die Stadt Linz sein. In Linz hatte sich nach der aufgrund von Verfolgungen aufgelösten steyrischen Täufergemeinde ein neuer Gemeindekreis gebildet. Ob Dorfbrunner Linz erreicht hat, ist nicht belegt. Ein Aufenthalt in Linz könnte auch nur wenige Tage gedauert haben. 
Für eine Wirksamkeit Dorfbrunners in Augsburg ab Ende September 1527 sind jedoch Belege vorhanden. Bis Ende dieses Jahres taufte er dort an die hundert Personen, die in der Folgezeit verfolgt, misshandelt und zu einem großen Teil wegen ihres Glaubens hingerichtet wurden. Zu den von Dorfbrunner Getauften gehörten auch Elisabeth Hegenmiller und Anna Benedikt. Im ersten Viertel des Jahres 1528 taufte Leonhard Dorfbrunner über dreitausend Personen.
Im Januar 1528 wollte Dorfbrunner nach Linz reisen. Auf dem Weg dorthin oder aber auf dem Rückweg nach Augsburg wurde er in Passau verhaftet, gefoltert und schließlich auf dem Scheiterhaufen verbrannt.

## Taufsukzession
Die Linie der Taufsukzession geht bei Leonhard Dorfbrunner über Hans Hut (Pfingsten 1526) auf Hans Denck zurück. Die frühere Annahme, dass Denck von Balthasar Hubmaier (Ostern 1525) getauft wurde, ist inzwischen umstritten. Die in Klammern gesetzten Daten bezeichnen das jeweilige Taufdatum. Belege dazu finden sich in den Biographieartikeln der erwähnten Personen.